# پیترزبرگ (نبراسکا)
پیترزبرگ(به انگلیسی: Petersburg) شهری در ایالت نبراسکا کشور ایالات متحده آمریکا است که جمعیت آن در سرشماری سال ۲۰۱۰ میلادی، ۳۳۳ نفر بوده‌است.